# Aßling
Aßling é um município da Alemanha, no distrito de Ebersberg, na região administrativa de Oberbayern, estado de Baviera.